# Stazione di Masi Torello
La stazione di Masi Torello è una stazione ferroviaria di superficie della ferrovia Ferrara-Codigoro. Ubicata nel comune di Masi Torello, serve il capoluogo comunale e le zone rurali circostanti.
È gestita da Ferrovie Emilia Romagna (FER).

## Storia
La stazione entrò in servizio all'apertura della linea ferroviaria, il 10 gennaio 1932.

## Strutture e impianti
La struttura è costituita da un unico fabbricato viaggiatori, mentre il piazzale del ferro è dotato di 2 binari. È inoltre presente uno scalo merci servito da un unico binario tronco.

## Movimento
La stazione è servita da treni regionali svolti da Trenitalia Tper nell'ambito del contratto di servizio stipulato con la regione Emilia-Romagna.
A novembre 2019, la stazione risultava frequentata da un traffico giornaliero medio di circa 44 persone (19 saliti + 25 discesi).